# Edin Višća
Edin Višća (Olovo, 17 februari 1990) is een Bosnisch professioneel voetballer die doorgaans speelt als middenvelder. In januari 2022 verruilde hij Istanbul Başakşehir voor Trabzonspor. Višća maakte in 2010 zijn debuut in het Bosnisch voetbalelftal.

## Clubcarrière
Višća speelde in de jeugdopleiding van het nabijgelegen FK Budućnost Banovići, waar hij in 2009 vanuit geplukt werd door FK Željezničar Sarajevo. Bij die club speelde hij gedurende twee seizoenen 38 wedstrijden, waarin hij 11 maal doel zou treffen. Op 10 augustus 2011 tekende de middenvelder een contract bij het Turkse Istanbul Başakşehir. Zijn vijfjarige verbintenis zou hem tot medio 2016 in de Turkse stad houden. In 2013 degradeerde Višća met de club naar de TFF 1. Lig. Een jaar later promoveerde de club weer met een titel op het tweede niveau. Višća maakte in januari 2017 zijn eenenvijftigste doelpunt voor Başakşehir. Hiermee kroonde hij zich tot topscorer aller tijden van de club. In mei 2019 werd de Bosniër verkozen tot beste speler van het seizoen 2018/19 in de Süper Lig. In het seizoen 2019/20 kroonde hij zich met zijn club tot Turks landskampioen. In januari 2022 verkaste Višća op eenendertigjarige leeftijd na tienenhalf jaar bij Istanbul Başakşehir naar Trabzonspor. Die club betaalde zo'n 4,3 miljoen euro voor hem.

## Clubstatistieken
| Seizoen | Club                 | Competitie   | Competitie | Competitie | Competitie | Beker | Beker | Beker | Europa | Europa | Europa | Totaal | Totaal | Totaal |
| Seizoen | Club                 | Competitie   | Wed.       | Dlp.       | Ass.       | Wed.  | Dlp.  | Ass.  | Wed.   | Dlp.   | Ass.   | Wed.   | Dlp.   | Ass.   |
| ------- | -------------------- | ------------ | ---------- | ---------- | ---------- | ----- | ----- | ----- | ------ | ------ | ------ | ------ | ------ | ------ |
| 2008/09 | Budućnost Banovići   | Premjer Liga | 1          | 1          | 0          | 0     | 0     | 0     | —      | —      | —      | 1      | 1      | 0      |
| 2009/10 | Željezničar Sarajevo | Premjer Liga | 11         | 2          | 0          | 0     | 0     | 0     | —      | —      | —      | 11     | 2      | 0      |
| 2010/11 | Željezničar Sarajevo | Premjer Liga | 27         | 9          | 3          | 4     | 0     | 0     | 2      | 0      | 0      | 33     | 9      | 3      |
| 2011/12 | Željezničar Sarajevo | Premjer Liga | 1          | 0          | 0          | 0     | 0     | 0     | 3      | 0      | 0      | 4      | 0      | 0      |
| 2011/12 | Başakşehir           | Süper Lig    | 36         | 5          | 9          | 1     | 0     | 0     | —      | —      | —      | 37     | 5      | 9      |
| 2012/13 | Başakşehir           | Süper Lig    | 28         | 3          | 6          | 0     | 0     | 0     | —      | —      | —      | 28     | 3      | 6      |
| 2013/14 | Başakşehir           | Süper Lig    | 34         | 10         | 10         | 1     | 0     | 0     | —      | —      | —      | 35     | 10     | 10     |
| 2014/15 | Başakşehir           | Süper Lig    | 34         | 8          | 4          | 1     | 0     | 1     | —      | —      | —      | 35     | 8      | 5      |
| 2015/16 | Başakşehir           | Süper Lig    | 34         | 17         | 5          | 5     | 0     | 5     | 2      | 0      | 0      | 41     | 17     | 10     |
| 2016/17 | Başakşehir           | Süper Lig    | 34         | 8          | 9          | 6     | 0     | 3     | 3      | 2      | 1      | 43     | 10     | 13     |
| 2017/18 | Başakşehir           | Süper Lig    | 33         | 9          | 16         | 1     | 0     | 0     | 9      | 5      | 1      | 43     | 14     | 17     |
| 2018/19 | Başakşehir           | Süper Lig    | 34         | 13         | 14         | 2     | 1     | 0     | 2      | 0      | 0      | 38     | 14     | 14     |
| 2019/20 | Başakşehir           | Süper Lig    | 33         | 13         | 13         | 2     | 0     | 0     | 12     | 6      | 1      | 47     | 19     | 14     |
| 2020/21 | Başakşehir           | Süper Lig    | 26         | 5          | 9          | 1     | 0     | 0     | 5      | 1      | 2      | 32     | 6      | 11     |
| 2021/22 | Başakşehir           | Süper Lig    | 18         | 4          | 9          | 1     | 0     | 0     | —      | —      | —      | 19     | 4      | 9      |
| 2021/22 | Trabzonspor          | Süper Lig    | 18         | 5          | 5          | 3     | 1     | 0     | —      | —      | —      | 21     | 6      | 5      |
| 2022/23 | Trabzonspor          | Süper Lig    | 13         | 2          | 4          | 2     | 0     | 2     | —      | —      | —      | 5      | 0      | 3      |
| 2023/24 | Trabzonspor          | Süper Lig    | 37         | 5          | 12         | 7     | 2     | 5     | —      | —      | —      | 44     | 7      | 17     |
| 2024/25 | Trabzonspor          | Süper Lig    | 30         | 4          | 6          | 5     | 2     | 1     | 5      | 0      | 2      | 40     | 9      | 9      |
| TOTAAL  | TOTAAL               | TOTAAL       | 482        | 123        | 134        | 42    | 6     | 17    | 43     | 14     | 7      | 557    | 144    | 155    |

Bijgewerkt tot en met het seizoen 2024/25.

## Interlandcarrière
Višća maakte zijn debuut in het Bosnisch voetbalelftal op 10 december 2010, toen er met 2–2 gelijkgespeeld werd tegen Polen. De Bosniak mocht in de basis beginnen en speelde het gehele duel mee. Met zijn land nam hij deel aan het wereldkampioenschap 2014 in Brazilië, waar hij aantrad in de groepswedstrijden tegen Argentinië (2–1 verlies) en Iran (1–3 winst). Op 1 juni 2018 scoorde hij drie keer in de vriendschappelijke wedstrijd in en tegen Zuid-Korea (uitslag 1–3).
| Interlands van Edin Višća voor Bosnië en Herzegovina | Interlands van Edin Višća voor Bosnië en Herzegovina | Interlands van Edin Višća voor Bosnië en Herzegovina | Interlands van Edin Višća voor Bosnië en Herzegovina | Interlands van Edin Višća voor Bosnië en Herzegovina | Interlands van Edin Višća voor Bosnië en Herzegovina | Interlands van Edin Višća voor Bosnië en Herzegovina |
| №                                                    | Datum                                                | Wedstrijd                                            | Uitslag                                              | Soort wedstrijd                                      | Goals                                                |                                                      |
| Als speler bij FK Željezničar Sarajevo               | Als speler bij FK Željezničar Sarajevo               | Als speler bij FK Željezničar Sarajevo               | Als speler bij FK Željezničar Sarajevo               | Als speler bij FK Željezničar Sarajevo               | Als speler bij FK Željezničar Sarajevo               | Als speler bij FK Željezničar Sarajevo               |
| ---------------------------------------------------- | ---------------------------------------------------- | ---------------------------------------------------- | ---------------------------------------------------- | ---------------------------------------------------- | ---------------------------------------------------- | ---------------------------------------------------- |
| 1                                                    | 10 december 2010                                     | Bosnië en Herzegovina – Polen                        | 2 – 2                                                | Vriendschappelijk                                    |                                                      |                                                      |
| Als speler bij Istanbul Başakşehir                   |                                                      |                                                      |                                                      |                                                      |                                                      |                                                      |
| 2                                                    | 6 februari 2013                                      | Slovenië – Bosnië en Herzegovina                     | 0 – 3                                                | Vriendschappelijk                                    |                                                      |                                                      |
| 3                                                    | 7 juni 2013                                          | Wales – Bosnië en Herzegovina                        | 0 – 5                                                | WK 2014 kwalificatie                                 |                                                      |                                                      |
| 4                                                    | 14 augustus 2013                                     | Bosnië en Herzegovina – Verenigde Staten             | 3 – 4                                                | Vriendschappelijk                                    |                                                      |                                                      |
| 5                                                    | 6 september 2013                                     | Bosnië en Herzegovina – Slowakije                    | 0 – 1                                                | WK 2014 kwalificatie                                 |                                                      |                                                      |
| 6                                                    | 10 september 2013                                    | Slowakije – Bosnië en Herzegovina                    | 1 – 2                                                | WK 2014 kwalificatie                                 |                                                      |                                                      |
| 7                                                    | 18 november 2013                                     | Argentinië – Bosnië en Herzegovina                   | 2 – 0                                                | Vriendschappelijk                                    |                                                      |                                                      |
| 8                                                    | 5 maart 2014                                         | Egypte – Bosnië en Herzegovina                       | 2 – 0                                                | Vriendschappelijk                                    |                                                      |                                                      |
| 9                                                    | 30 mei 2014                                          | Ivoorkust – Bosnië en Herzegovina                    | 1 – 2                                                | Vriendschappelijk                                    |                                                      |                                                      |
| 10                                                   | 3 juni 2014                                          | Mexico – Bosnië en Herzegovina                       | 0 – 1                                                | Vriendschappelijk                                    |                                                      |                                                      |
| 11                                                   | 15 juni 2014                                         | Argentinië – Bosnië en Herzegovina                   | 2 – 1                                                | WK 2014                                              |                                                      |                                                      |
| 12                                                   | 25 juni 2014                                         | Iran – Bosnië en Herzegovina                         | 1 – 3                                                | WK 2014                                              |                                                      |                                                      |
| 13                                                   | 4 september 2014                                     | Bosnië en Herzegovina – Liechtenstein                | 3 – 0                                                | Vriendschappelijk                                    |                                                      |                                                      |
| 14                                                   | 13 oktober 2014                                      | Bosnië en Herzegovina – België                       | 1 – 1                                                | EK 2016 kwalificatie                                 |                                                      |                                                      |
| 15                                                   | 16 november 2014                                     | Israël – Bosnië en Herzegovina                       | 3 – 0                                                | EK 2016 kwalificatie                                 |                                                      |                                                      |
| 16                                                   | 28 maart 2015                                        | Andorra – Bosnië en Herzegovina                      | 0 – 3                                                | EK 2016 kwalificatie                                 |                                                      |                                                      |
| 17                                                   | 12 juni 2015                                         | Bosnië en Herzegovina – Israël                       | 3 – 1                                                | EK 2016 kwalificatie                                 | 42', 75'                                             |                                                      |
| 18                                                   | 3 september 2015                                     | België – Bosnië en Herzegovina                       | 3 – 1                                                | EK 2016 kwalificatie                                 |                                                      |                                                      |
| 19                                                   | 10 oktober 2015                                      | Bosnië en Herzegovina – Wales                        | 2 – 0                                                | EK 2016 kwalificatie                                 |                                                      |                                                      |
| 20                                                   | 13 oktober 2015                                      | Cyprus – Bosnië en Herzegovina                       | 2 – 3                                                | EK 2016 kwalificatie                                 |                                                      |                                                      |
| 21                                                   | 13 november 2015                                     | Bosnië en Herzegovina – Ierland                      | 1 – 1                                                | EK 2016 kwalificatie                                 |                                                      |                                                      |
| 22                                                   | 16 november 2015                                     | Ierland – Bosnië en Herzegovina                      | 2 – 0                                                | EK 2016 kwalificatie                                 |                                                      |                                                      |
| 23                                                   | 25 maart 2016                                        | Luxemburg – Bosnië en Herzegovina                    | 0 – 3                                                | Vriendschappelijk                                    |                                                      |                                                      |
| 24                                                   | 29 maart 2016                                        | Zwitserland – Bosnië en Herzegovina                  | 0 – 2                                                | Vriendschappelijk                                    |                                                      |                                                      |
| 25                                                   | 29 mei 2016                                          | Bosnië en Herzegovina – Spanje                       | 1 – 3                                                | Vriendschappelijk                                    |                                                      |                                                      |
| 26                                                   | 6 september 2016                                     | Bosnië en Herzegovina – Estland                      | 5 – 0                                                | WK 2018 kwalificatie                                 |                                                      |                                                      |
| 27                                                   | 7 oktober 2016                                       | België – Bosnië en Herzegovina                       | 4 – 0                                                | WK 2018 kwalificatie                                 |                                                      |                                                      |
| 28                                                   | 10 oktober 2016                                      | Bosnië en Herzegovina – Cyprus                       | 2 – 0                                                | WK 2018 kwalificatie                                 |                                                      |                                                      |
| 29                                                   | 25 maart 2017                                        | Bosnië en Herzegovina – Gibraltar                    | 5 – 0                                                | WK 2018 kwalificatie                                 | 56'                                                  |                                                      |
| 30                                                   | 9 juni 2017                                          | Bosnië en Herzegovina – Griekenland                  | 0 – 0                                                | WK 2018 kwalificatie                                 |                                                      |                                                      |
| 31                                                   | 31 augustus 2017                                     | Cyprus – Bosnië en Herzegovina                       | 3 – 2                                                | WK 2018 kwalificatie                                 | 44'                                                  |                                                      |
| 32                                                   | 3 september 2017                                     | Gibraltar – Bosnië en Herzegovina                    | 0 – 4                                                | WK 2018 kwalificatie                                 |                                                      |                                                      |
| 33                                                   | 7 oktober 2017                                       | Bosnië en Herzegovina – België                       | 3 – 4                                                | WK 2018 kwalificatie                                 | 39'                                                  |                                                      |
| 34                                                   | 27 maart 2018                                        | Senegal – Bosnië en Herzegovina                      | 0 – 0                                                | Vriendschappelijk                                    |                                                      |                                                      |
| 35                                                   | 28 mei 2018                                          | Bosnië en Herzegovina – Montenegro                   | 0 – 0                                                | Vriendschappelijk                                    |                                                      |                                                      |
| 36                                                   | 1 juni 2018                                          | Zuid-Korea – Bosnië en Herzegovina                   | 1 – 3                                                | Vriendschappelijk                                    | 28', 45+1', 79'                                      |                                                      |
| 37                                                   | 8 september 2018                                     | Noord-Ierland – Bosnië en Herzegovina                | 1 – 2                                                | Nations League 2018/19                               |                                                      |                                                      |
| 38                                                   | 11 september 2018                                    | Bosnië en Herzegovina – Oostenrijk                   | 1 – 0                                                | Nations League 2018/19                               |                                                      |                                                      |
| 39                                                   | 11 oktober 2018                                      | Turkije – Bosnië en Herzegovina                      | 0 – 0                                                | Vriendschappelijk                                    |                                                      |                                                      |
| 40                                                   | 15 oktober 2018                                      | Bosnië en Herzegovina – Noord-Ierland                | 2 – 0                                                | Nations League 2018/19                               |                                                      |                                                      |
| 41                                                   | 15 november 2018                                     | Oostenrijk – Bosnië en Herzegovina                   | 0 – 0                                                | Nations League 2018/19                               |                                                      |                                                      |
| 42                                                   | 18 november 2018                                     | Spanje – Bosnië en Herzegovina                       | 1 – 0                                                | Vriendschappelijk                                    |                                                      |                                                      |
| 43                                                   | 23 maart 2019                                        | Bosnië en Herzegovina – Armenië                      | 2 – 1                                                | EK 2020 kwalificatie                                 |                                                      |                                                      |
| 44                                                   | 26 maart 2019                                        | Bosnië en Herzegovina – Griekenland                  | 2 – 2                                                | EK 2020 kwalificatie                                 | 10'                                                  |                                                      |
| 45                                                   | 8 juni 2019                                          | Finland – Bosnië en Herzegovina                      | 2 – 0                                                | EK 2020 kwalificatie                                 |                                                      |                                                      |
| 46                                                   | 11 juni 2019                                         | Italië – Bosnië en Herzegovina                       | 2 – 1                                                | EK 2020 kwalificatie                                 |                                                      |                                                      |
| 47                                                   | 5 september 2019                                     | Bosnië en Herzegovina – Liechtenstein                | 5 – 0                                                | EK 2020 kwalificatie                                 | 87'                                                  |                                                      |
| 48                                                   | 8 september 2019                                     | Armenië – Bosnië en Herzegovina                      | 4 – 2                                                | EK 2020 kwalificatie                                 |                                                      |                                                      |
| 49                                                   | 12 oktober 2019                                      | Bosnië en Herzegovina – Finland                      | 4 – 1                                                | EK 2020 kwalificatie                                 |                                                      |                                                      |
| 50                                                   | 15 november 2019                                     | Bosnië en Herzegovina – Italië                       | 0 – 3                                                | EK 2020 kwalificatie                                 |                                                      |                                                      |
| 51                                                   | 4 september 2020                                     | Italië – Bosnië en Herzegovina                       | 1 – 1                                                | Nations League 2020/21                               |                                                      |                                                      |
| 52                                                   | 7 september 2020                                     | Bosnië en Herzegovina – Polen                        | 1 – 2                                                | Nations League 2020/21                               |                                                      |                                                      |
| 53                                                   | 8 oktober 2020                                       | Bosnië en Herzegovina – Noord-Ierland                | 1 – 1                                                | EK 2020 kwalificatie                                 |                                                      |                                                      |
| 54                                                   | 14 oktober 2020                                      | Polen – Bosnië en Herzegovina                        | 3 – 0                                                | Nations League 2020/21                               |                                                      |                                                      |
| 55                                                   | 15 november 2020                                     | Nederland – Bosnië en Herzegovina                    | 3 – 1                                                | Nations League 2020/21                               |                                                      |                                                      |

Bijgewerkt op 6 februari 2025.

## Erelijst
| Competitie              | Aantal         | Jaren          |                |                |
| FK Željezničar          | FK Željezničar | FK Željezničar | FK Željezničar | FK Željezničar |
| ----------------------- | -------------- | -------------- | -------------- | -------------- |
| Premijer Liga           | 1              | 2009/10        |                |                |
| Kup Bosne i Hercegovine | 1              | 2010/11        |                |                |
| Istanbul Başakşehir     |                |                |                |                |
| Süper Lig               | 1              | 2019/20        |                |                |
| 1. Lig                  | 1              | 2013/14        |                |                |
| Trabzonspor             |                |                |                |                |
| Süper Lig               | 1              | 2021/22        |                |                |
| Süper Kupa              | 1              | 2022           |                |                |